# Epidemia dżumy na Malcie (1675–1676)
Epidemia dżumy na Malcie w latach 1675–1676 – potężny wybuch epidemii dżumy (malt. pesta) na wyspie Malcie, wówczas rządzonej przez zakon św. Jana. Wystąpiła między grudniem 1675 a sierpniem 1676 i spowodowała około 11 300 zgonów, co czyni ją najbardziej śmiertelną epidemią w historii Malty. Większość zgonów miała miejsce na obszarach miejskich, w tym w stolicy Valletcie i na obszarze Three Cities, gdzie śmiertelność wynosiła około 41%. W osadach wiejskich śmiertelność wynosiła 6,9%.
Dokładna przyczyna wybuchu pozostaje niepewna, ale wydaje się, że prawdopodobnym źródłem był zakażony towar z Afryki Północnej, ponieważ choroba po raz pierwszy pojawiła się w gospodarstwie domowym kupca, który miał towary z Trypolisu. Epidemia rozprzestrzeniła się szybko, a wysiłki zmierzające do jej powstrzymania były niewielkie, częściowo z powodu sporów co do tego, czy choroba była faktycznie dżumą, czy nie. Ostatecznie podjęto surowe środki i po ośmiu miesiącach epidemia wygasła.

## Tło
W momencie wybuchu epidemii Malta była rządzona przez Zakon św. Jana. W latach 1592–1593 epidemia dżumy zabiła około 3000 osób, a mniejsze ogniska miały miejsce w 1623 i 1655.

## Epidemia

### Pochodzenie
Epidemia rozpoczęła się w stolicy Valletcie 24 grudnia 1675. Anna Bonnici, 11-letnia córka kupca Matteo Bonniciego zachorowała, pokazały się krwawe wybroczyny i powiększone węzły chłonne. Została zbadana przez lekarza Giacomo Cassię, który poinformował głównego lekarza Domenico Sciberrasa o przypadku, ale nie zidentyfikowali oni choroby jako dżumy. Dziewczynka zmarła 28 grudnia.
Źródło choroby nie jest pewne. W tamtym czasie pojawiły się informacje, że zaraza przybyła z eskadry angielskich statków, która walczyła z piratami berberyjskimi, które odwiedzały Maltę wiele razy w latach 1675–76 przed epidemią i w jej trakcie. Jest bardziej prawdopodobne, że choroba dotarła z zarażonymi szczurami wraz z jakimś towarem. Ġan Franġisk Bonamico, który przeżył zarazę, napisał, że zaraza dotarła na wyspę w ładunku tekstyliów z Tripolisu, który został dostarczony do kupca Bonniciego.

### Rozprzestrzenienie

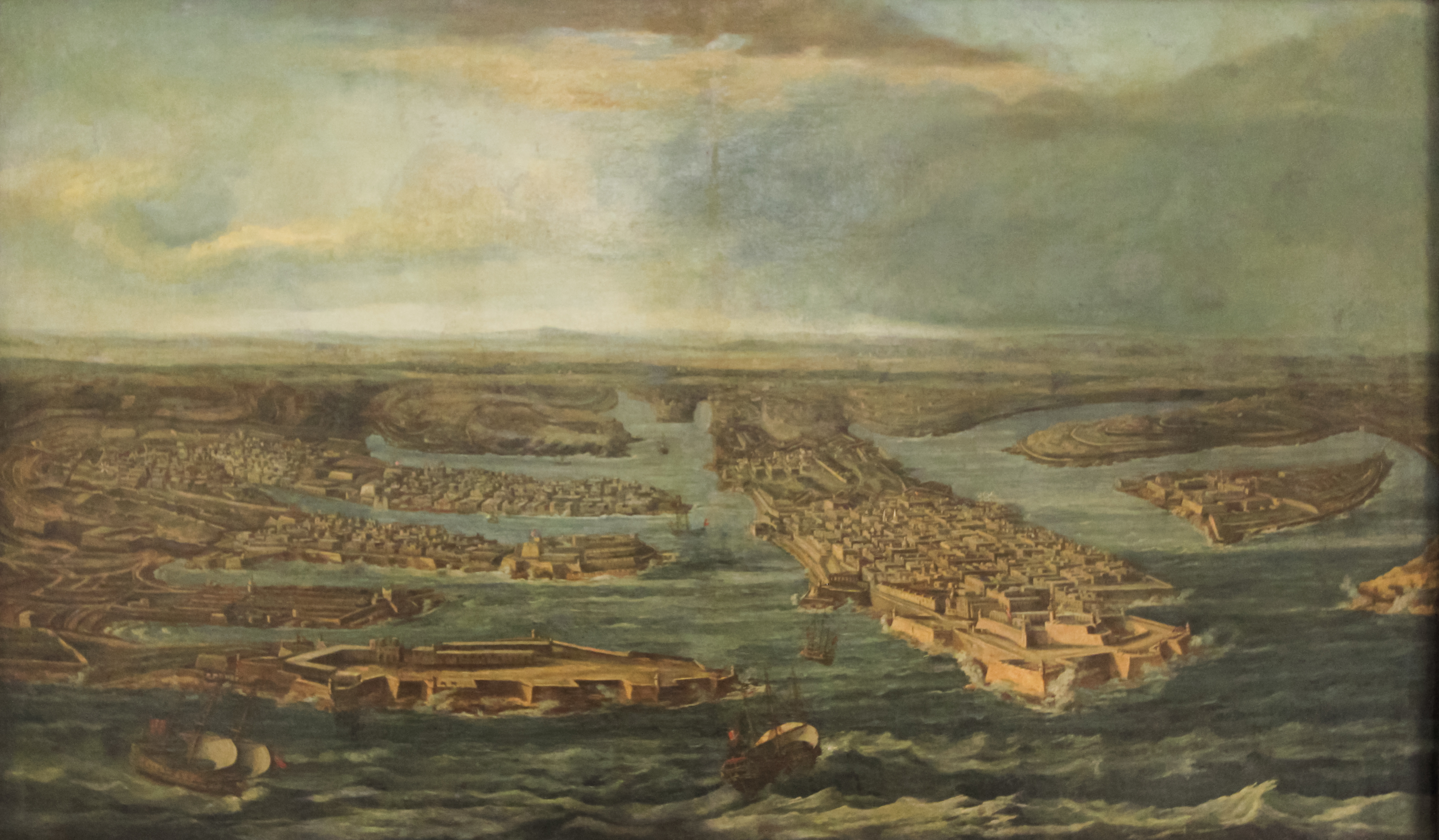
XVIII-wieczny obraz przedstawiający obszar miejski wokół Grand Harbour, który był terenem najbardziej dotkniętym epidemią z lat 1675–76

W dniu 10 stycznia 1676 roku zmarł Giacchino, 2-letni brat pierwszej ofiary, a niewolnica w ich gospodarstwie domowym wkrótce potem zachorowała, ale była w stanie wyzdrowieć. Przyczyna tych zgonów nadal nie została zidentyfikowana, nawet gdy inny członek rodziny, 7-letnia Teresa, zmarła 13 stycznia z powodu podobnych objawów. Członkowie rodziny Agius, krewni Bonnicich również zachorowali i zmarli, co wywołało alarm, a władze zamknęły domy ofiar. Matteo Bonnici również zachorował i zmarł 25 stycznia.
Kolejne przypadki pojawiły się w ciągu kilku następnych dni, a 28 stycznia służby zdrowia odbyły tajne spotkanie i doszły do wniosku, że choroba ta to prawdopodobnie dżuma. Próby powstrzymania epidemii rozpoczęły się natychmiast i wszystkie podejrzane przypadki zostały odizolowane, ale choroba nadal szybko się rozprzestrzeniała. Niektórzy ludzie ulegli panice i opuścili miasta przenosząc się na wieś, opuścili wyspę lub zamknęli się w swoich domach, ale wielu innych wykonywało nadal codzienne czynności, przyczyniając się do rozprzestrzeniania choroby. Do 2 marca naliczono 100 zgonów.

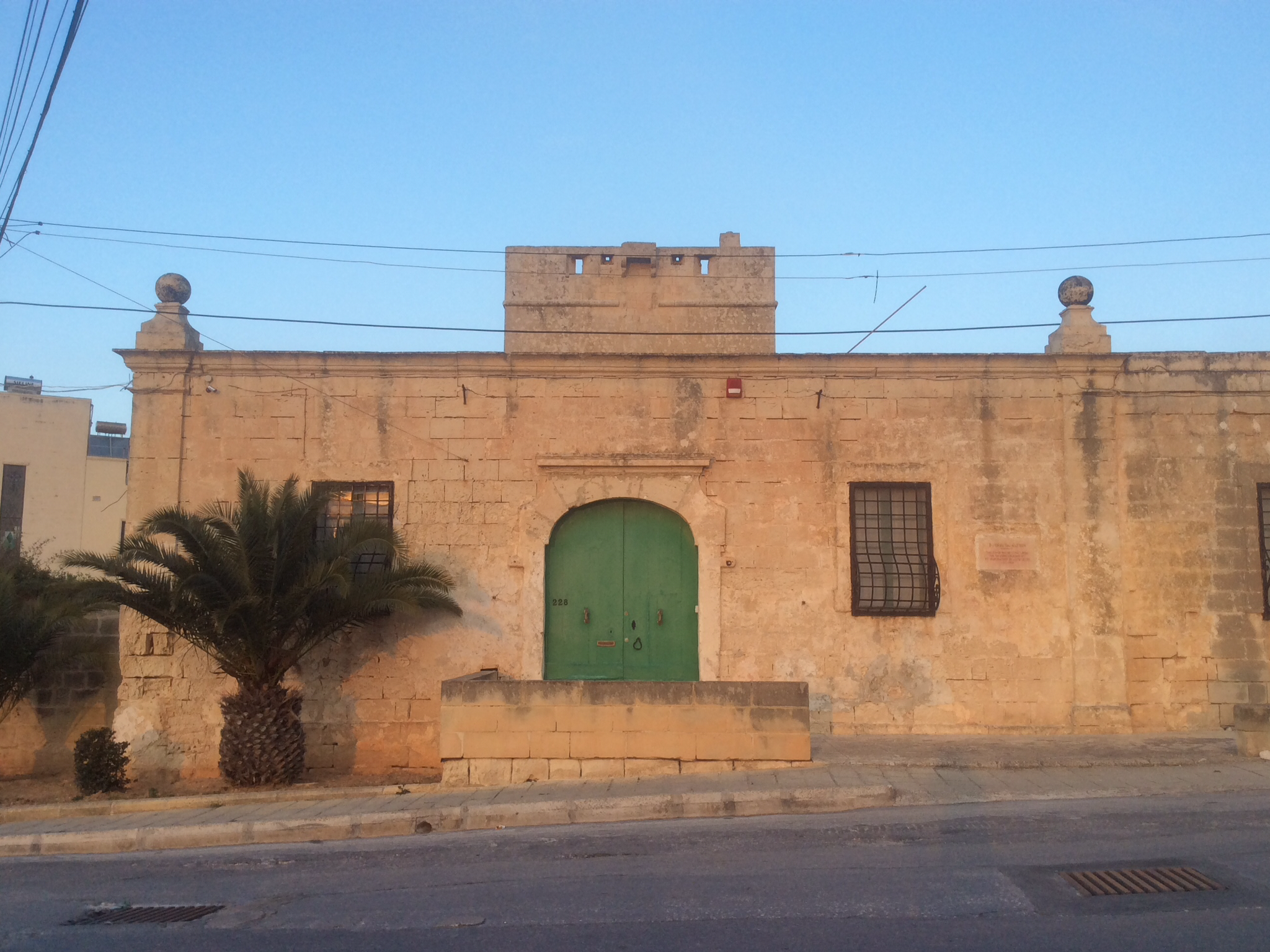
Captain's House w Naxxar był używany jako szpital izolacyjny.

Pierwsza śmierć poza Vallettą miała miejsce 8 marca w Attard. Choroba pojawiła się w Three Cities, począwszy od Senglei 14 lutego, następnie Cospicui 8 marca i Birgu 11 marca. Epidemia nadal rozprzestrzeniała się w miastach i wioskach, w tym w Birkirkarze w dniu 10 marca, Rabacie 11 marca i ostatecznie w Kirkopie, Qrendi, Qormi, Balzan, Siġġiewi, Żebbuġ i Żurrieq do końca miesiąca. W kwietniu odkryto przypadki w Lii, Tarxien, Luqa, Għargħur, Naxxar i Mqabbie, a w maju zaatakowała Gudję, Żejtun i Mostę.
Przebieg epidemii był zmienny i miał szereg ustąpień i nawrotów, a w szczytowym okresie rozprzestrzenił się na całej głównej wyspie Malcie, szczególnie w gęsto zaludnionym obszarze miejskim wokół Grand Harbour. Miasto Mdina, wioska Safi oraz wyspa Gozo pozostały wolne od tej choroby.

### Środki ograniczające

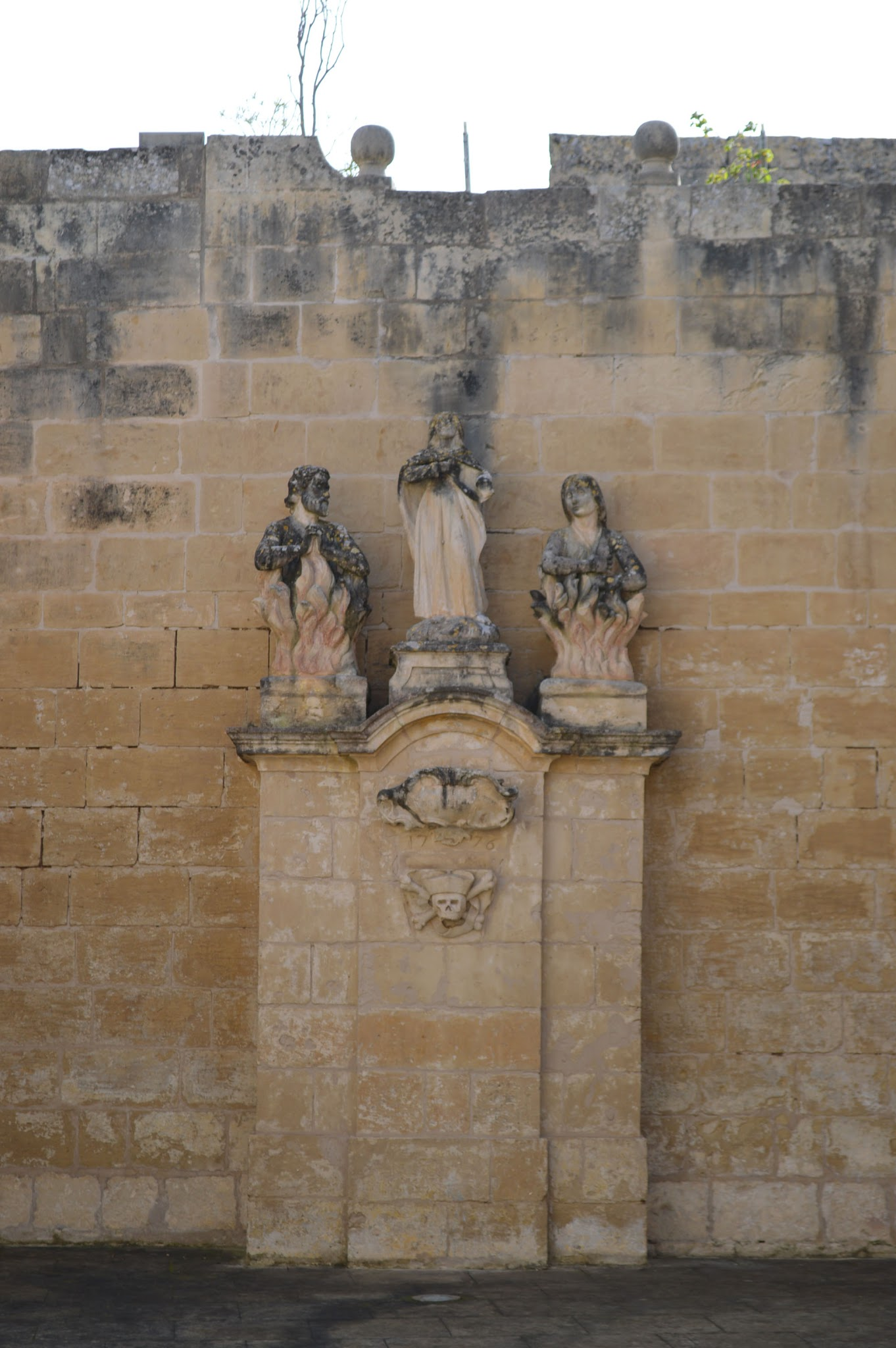
Pomnik ofiar dżumy w latach 1675-6 w Mqabbie. Rzeźba jest typowa dla cmentarzy z ofiarami zarazy.

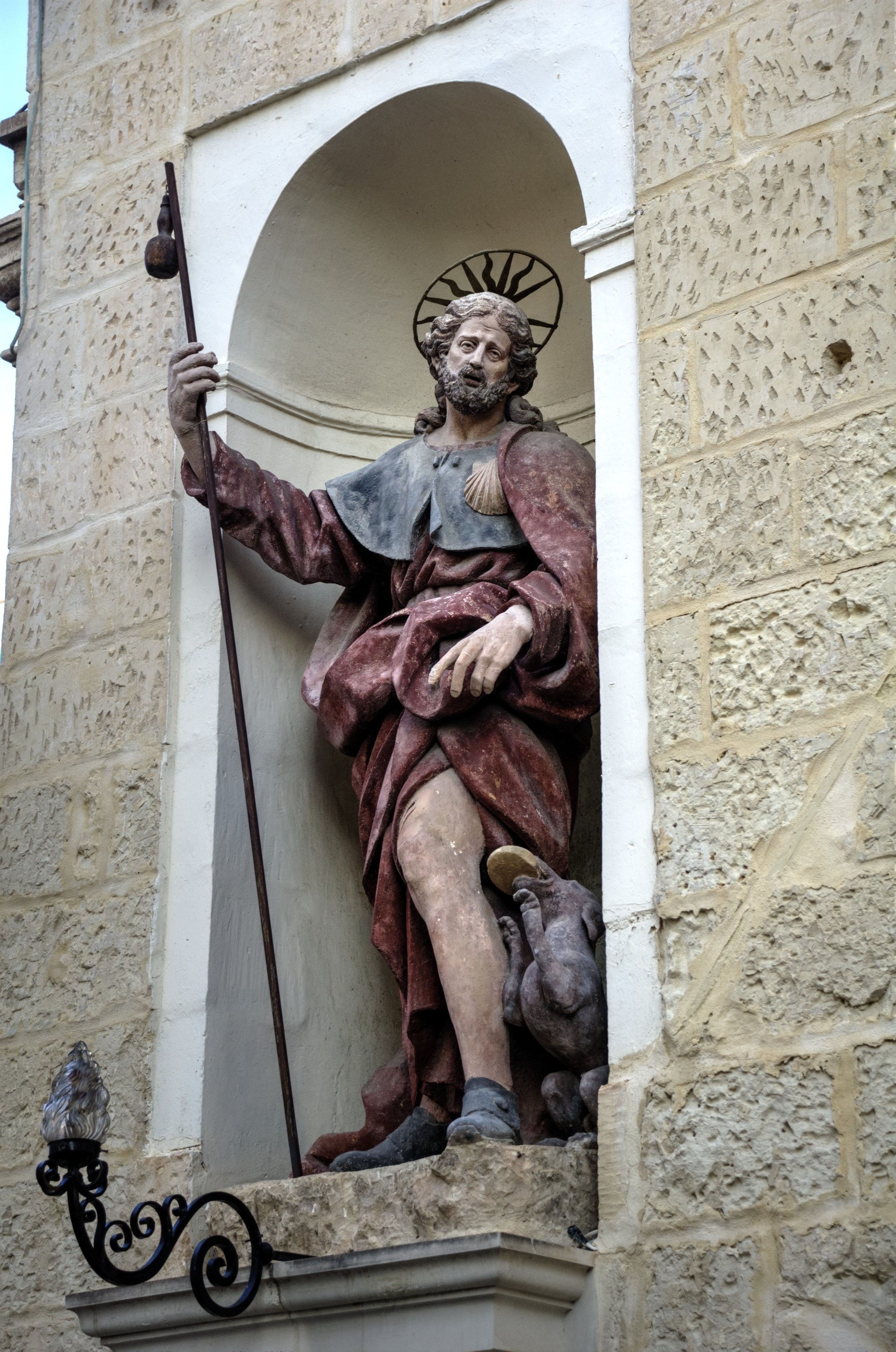
Kaplica i posąg św. Rocha w Birkirkarze zostały zbudowane jako dziękczynienie po ustaniu zarazy. Kaplica zastąpiła wcześniejszą zniszczoną.

Początkowe środki mające na celu powstrzymanie epidemii były nieskuteczne, głównie z powodu braku porozumienia, czy choroba jest faktycznie dżumą.
28 stycznia 1676 r., czterech Rycerzy Wielkiego Krzyża Zakonu św. Jana zostało mianowanych Komisarzami Zarazy i otrzymało nieograniczone uprawnienia do ochrony Zakonu i społeczeństwa przed chorobą. Dwóch hrabiów i kilku urzędników zdrowia publicznego było również odpowiedzialnych za radzenie sobie z epidemią i wykonywanie rozkazów wydanych im przez czterech komisarzy. Wszystkie podejrzane przypadki zostały przekazane do Lazzaretto na Isolotto, większość z tych osób zmarła wkrótce potem.
Kilku urzędników służby zdrowia zaraziło się chorobą i zmarło, a wraz z rozprzestrzenianiem się epidemii podwoiła się liczba urzędników i otwarto więcej szpitali izolacyjnych. Surowe kary, w tym kara śmierci, zostały nałożone na osoby, które nie zgłaszały przypadków do władz, na przykład powieszono trzech mężczyzn. Podczas epidemii niektórych, którzy ukradli rzeczy z domów należących do zmarłych również powieszono.
W dniu 26 lutego wielki mistrz Nicolas Cotoner spotkał się z komisją i zdecydowali o zaostrzeniu środków zaradczych. Od 24 marca ograniczona została możliwość przemieszczania się, a wszystkie osoby podejrzane o zarażenie zostały odizolowane. Mieszkańcom części Valletty o wysokim wskaźniku infekcji, w tym Manderaggio, Arċipierku i French Street, zabroniono wychodzić z domów i zapewniono im żywność. Fryzjerom powiedziano, aby nie ścinali włosów zarażonych osób ani ich bliskich. Kiedy choroba rozprzestrzeniła się na wieś, cała wyspa została uznana za zakażoną i podjęto środki międzynarodowej kwarantanny.
Niektórzy kwestionowali przyczynę choroby, a lekarz Giuseppe del Cosso upierał się, że nie była to dżuma, ale złośliwa „pricking disease”. Wielu z zarażonych prowadziło swoje codzienne życie jak zwykle i uważa się, że jest to czynnik, który spowodował tak wysoką liczbę ofiar śmiertelnych. Dopiero po tym, jak różni lekarze europejscy wyrazili swoje opinie, że jest to dżuma, wprowadzono ścisłe środki ograniczające, ale wtedy było już za późno. Ludziom zabroniono gromadzić się w kościołach i hotelach oraz w miejscach publicznych na świeżym powietrzu, budowano barykady i ponownie rozbudowywano szpitale izolacyjne. Flota Zakonu była zakotwiczana w nocy na otwartym morzu, a w Marsamxett zbudowano tymczasowe zakwaterowanie dla pacjentów. Zmarłych chowano w masowych grobach w wyznaczonych miejscach.
W dniu 27 kwietnia wielki mistrz Cotoner i Rada Zakonu poprosili zagranicę o pomoc w walce z epidemią. W ciągu miesiąca chirurdzy i lekarze z Neapolu i Marsylii przybyli na Maltę jako wolontariusze lub na podstawie płatnych kontraktów. Potwierdzone i podejrzane przypadki w forcie św. Elma zostały przekazane do Isolotto, a 25 maja ogłoszono godzinę policyjną. Domy zostały zdezynfekowane przez „profumatori”.
Wielki mistrz Cotoner obiecał wsparcie dla ofiar choroby i rozdawał jałmużnę potrzebującym. Odwiedzał także obszary miejskie i wiejskie dotknięte zarazą.
Do połowy kwietnia „Capitano della Verga” z Mdiny zamknął miasto, co skutecznie zapobiegło przedostaniu się epidemii do jego mieszkańców. Odradzano podróż na Gozo, aby choroba i tam się nie rozprzestrzeniła.

### Koniec epidemii

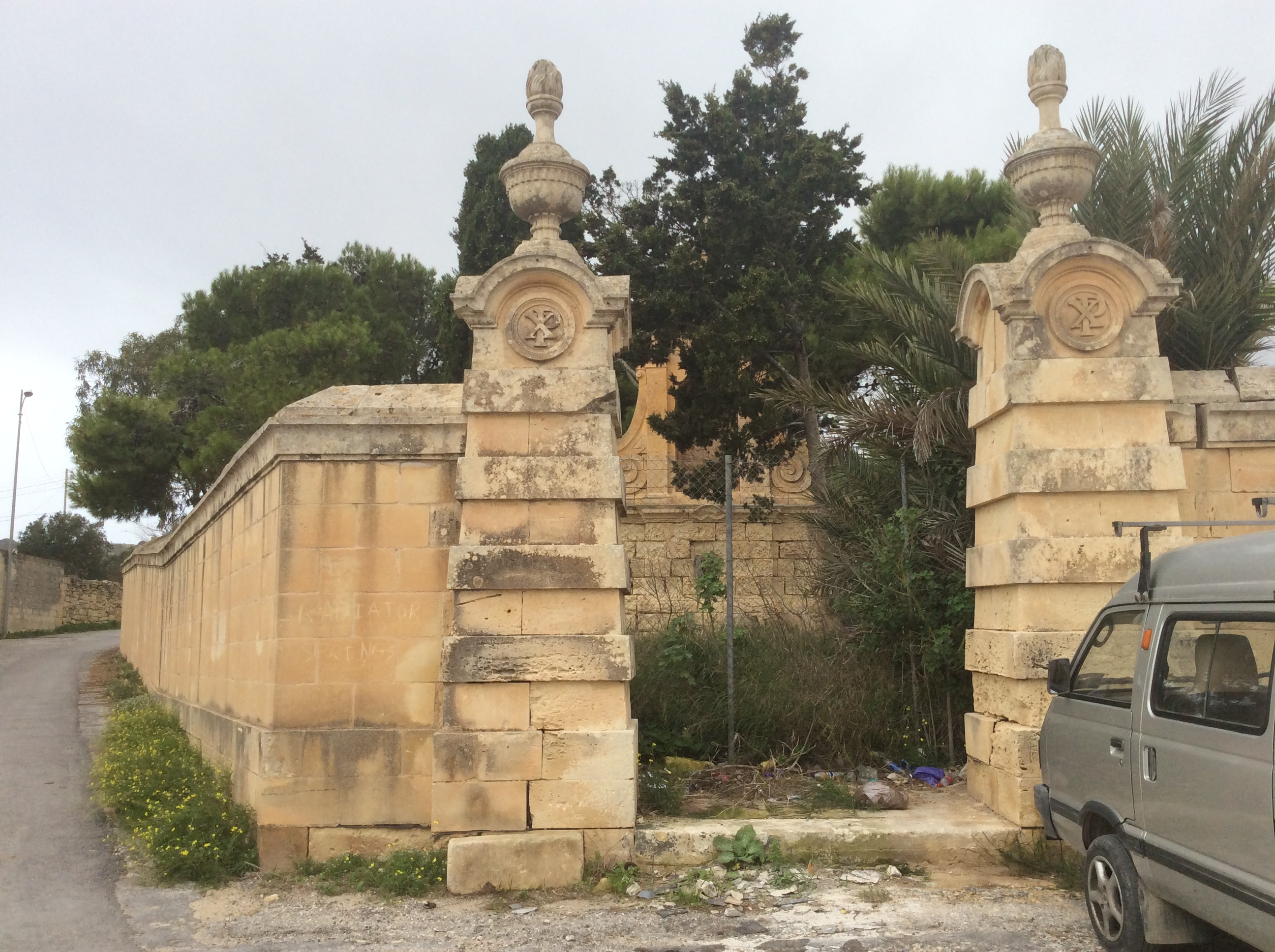
Cmentarz św. Teodoro w Siggiewi był używany podczas epidemii.

W dniu 14 czerwca stwierdzono, że na Malcie jest wystarczająca ilość środków medycznych, a ograniczenia nałożone na niektóre obszary Valletty zostały zniesione dwa dni później. Dżuma trwała osiem miesięcy i ustąpiła w sierpniu. Ostatnia ofiara zmarła 30 sierpnia w Ħax-Xluq niedaleko Siġġiewi.

24 września 1676 koniec epidemii świętowano usuwaniem barykad, strzelaniem z broni palnej, biciem w dzwony i procesjami.

## Wpływ na populację

### Liczba ofiar śmiertelnych
Większość źródeł zgadza się, że epidemia zabiła około 11 300 osób z populacji około 60 000 do 70 000. Archiwa Zakonu odnotowały tylko 8726 zgonów, podczas gdy inne źródła podają liczbę ofiar na 8732 lub szacują, że było to między 11 000 a 12 000. Ta liczba ofiar śmiertelnych sprawia, że epidemia ta uznawana jest za najgroźniejszą epidemię dżumy na Malcie.
W miastach w wyniku epidemii zmarło około 9 000 z 22 000 ludzi w nich mieszkających, co stanowi 41% populacji. Spośród nich co najmniej 2057 zmarło w Valletcie, 1885 w Senglei, 1790 w Birgu i 1320 w Cospicui. Niektóre źródła podają wyższą liczbę ofiar śmiertelnych, odpowiednio 4000, 2000, 1800 i 1500 w tych czterech miastach.
W osadach wiejskich zginęło około 2000 z około 29 000 osób, czyli 6,9% populacji (jedno źródło podaje liczbę ofiar śmiertelnych wynoszącą zaledwie 200). Obejmuje to 309 zgonów w Qormi, 270 w Żabbar, 169 w Żebbuġ i 88 w Rabacie.
Wśród zmarłych duchownych był m.in. Kawaler Wielkiego Krzyża, 8 innych rycerzy, 10 księży parafialnych, 1 kanonik, 95 innych księży i 34 zakonników. W wyniku zarazy zmarło również 10 lekarzy, 16 chirurgów i ponad 1000 pracowników szpitala.

### Cmentarze

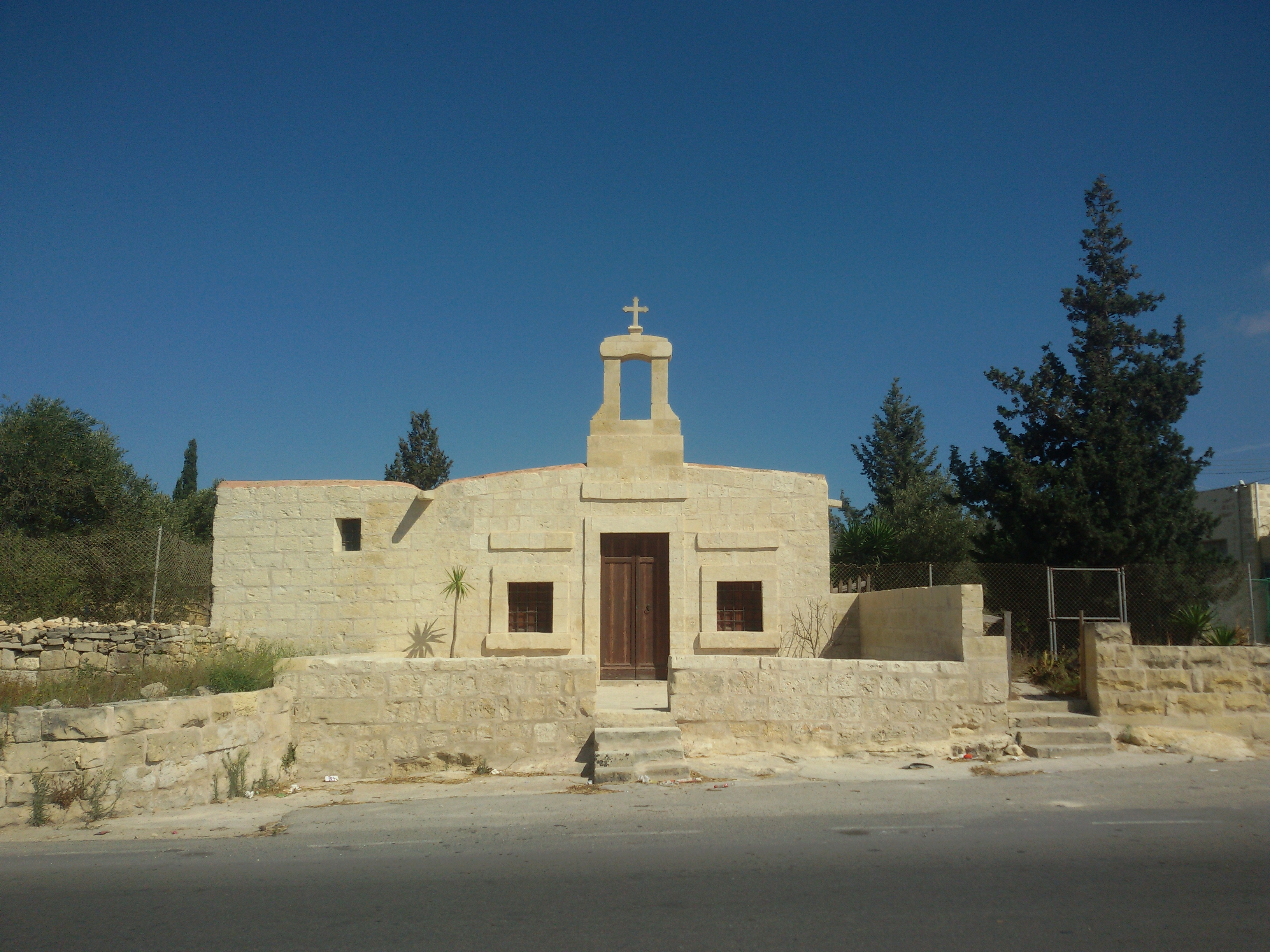
Kaplica Santa Luċija tal-Barrani w Għaxaq, znajduje się na miejscu cmentarza ofiar zarazy. Cmentarz został zniwelowany, gdy w XX wieku poszerzano drogę dla ruchu samochodowego.

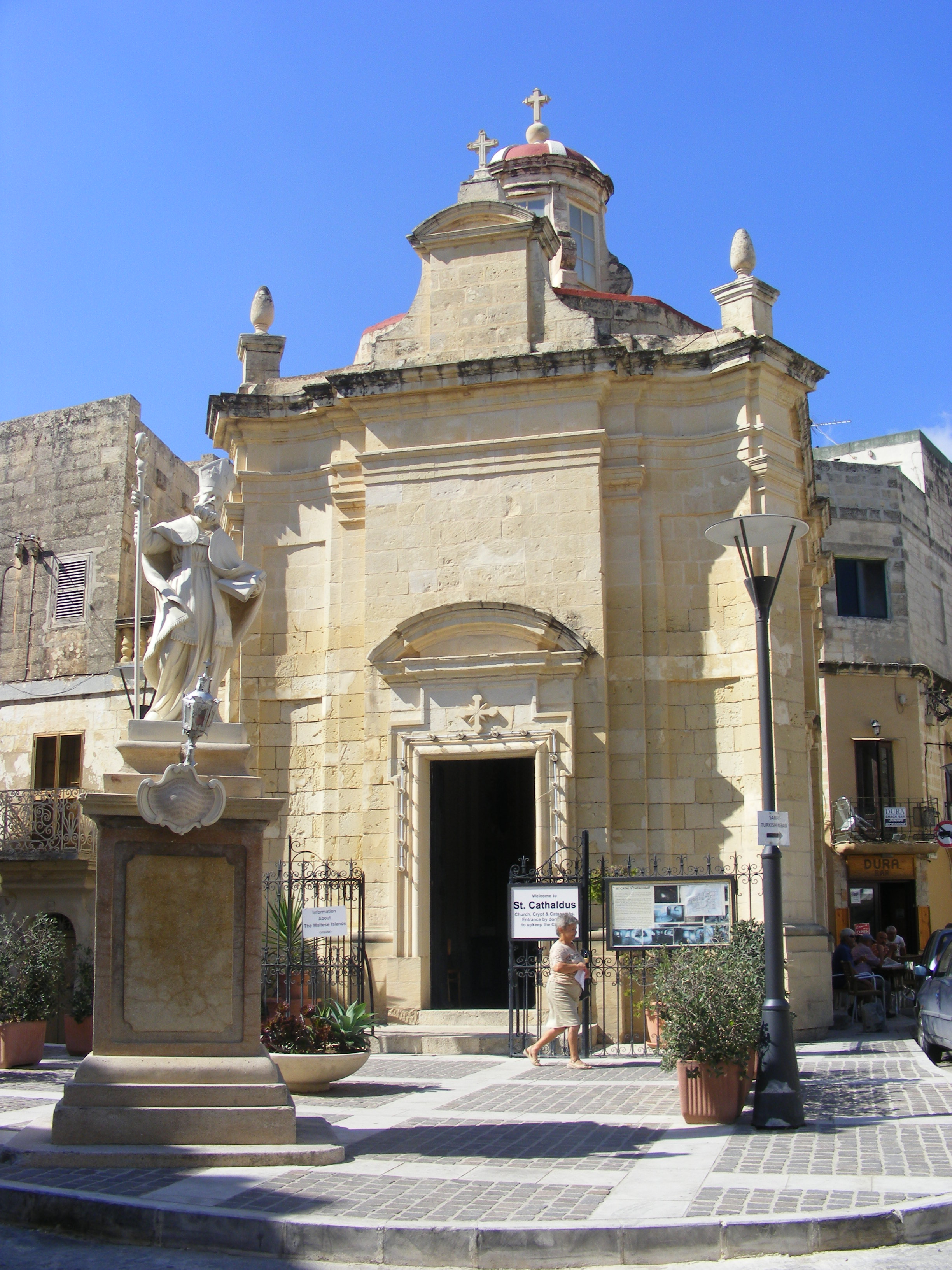
Kościół św. Katalda w Rabacie był używany do pochówku ofiar dżumy. Z tego powodu nazwano go „chiesa infetta”.

Podczas epidemii zmarłych nie chowano w kościołach, co było wówczas powszechną praktyką. Pochówki odbywały się w różnych miejscach, szczególnie na specjalnie założonych cmentarzach poza murami miast, wokół fortyfikacji lub opuszczonych kościołów. Ofiary z Valletty zostały pochowane na cmentarzu na Isolotto (obecnie znanej jako Wyspa Manoela), natomiast mieszkańcy Cospicui i Senglei zostali pochowani na cmentarzach poza miejskimi fortyfikacjami. Zmarłych z Birgu pochowano w Il-Hisieli. Ludzie byli również pochowani na cmentarzu w Cospicui znanym jako „Iċ-Ċimiterju tal-Infetti” (cmentarz zakażonych), który istnieje do dziś.
Zmarłych z Birkirkary, Gudji i Qormi chowano na cmentarzach wiejskich, a zmarłych z Żurrieq, Kirkopu, Rabatu, Mosty, Bubaqra i Attard grzebano w kościołach, w większości nieużywanych.

### Przekonania religijne

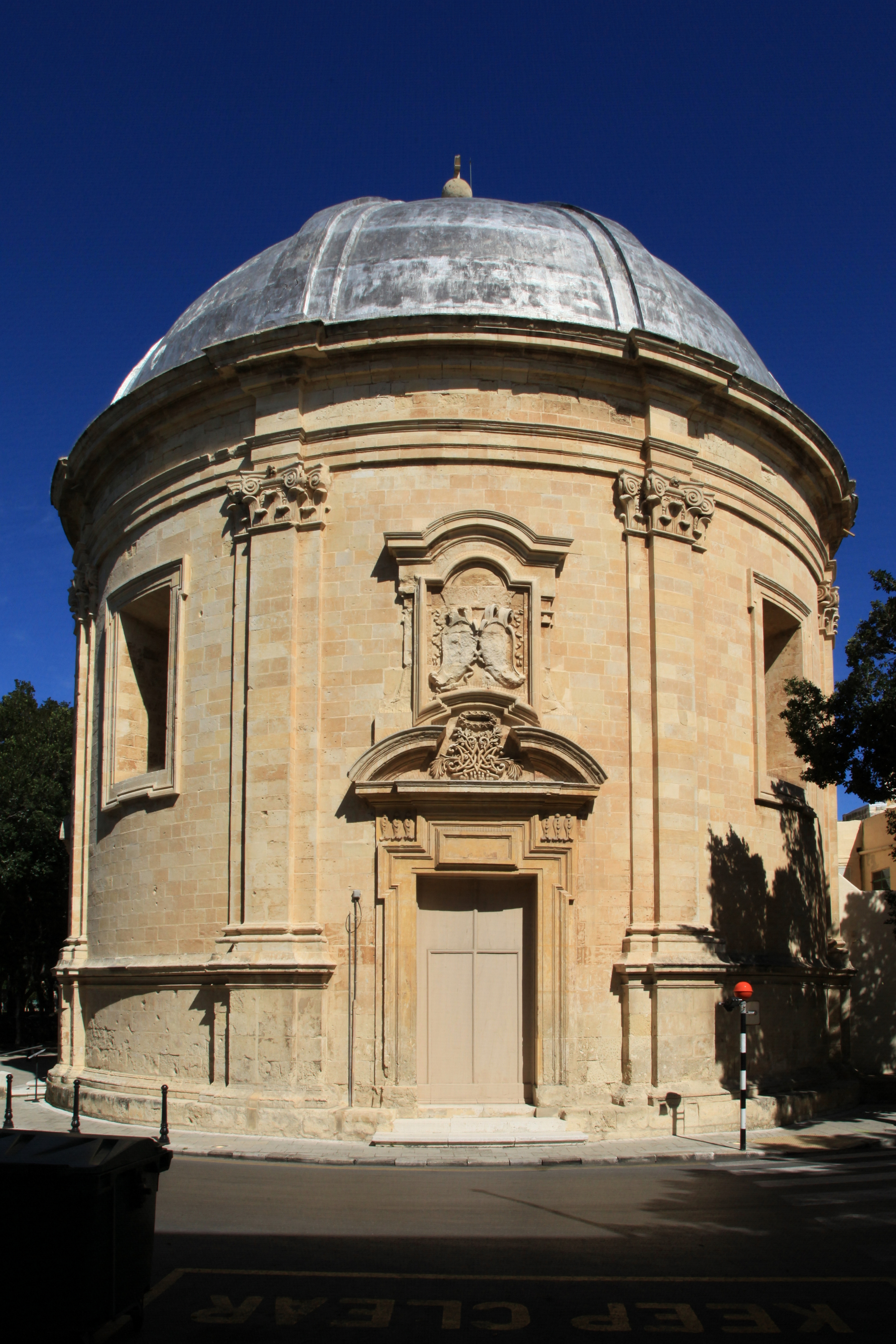
Kościół Sarria we Florianie zbudowany został jako dziękczynienie po ustąpieniu zarazy.

Podczas epidemii nastąpiło odrodzenie religijne, w wyniku którego zaczęto oddawać cześć Najświętszemu Sakramentowi i relikwiom. Szczególne czczono świętych patronów osób zarażonych dżumą, takich jak Święty Roch i Święty Sebastian, a także do innych świętych, w tym Matkę Bożą, św. Rozalię, św. Mikołaja i św. Annę. Historyk Bartholomeo dal Pozzo określił epidemię jako boską karę za grzechy ludzkości.
Zbudowano wiele nisz i kościołów, jako podziękę za ocalenie z zarazy, w tym kościół Sarria we Florianie, który został odbudowany przez Zakon po przysiędze złożonej podczas epidemii. Budynek kościoła został zaprojektowany przez Mattia Pretiego, który podczas epidemii mieszkał na Malcie w Żurrieq.

## Pozostałości
Po zakończeniu epidemii dżumy podjęto próby poprawy nauczania medycyny na Malcie. 19 października 1676 wielki mistrz Cotoner wyznaczył Giuseppe Zammita jako „lettore” w dziedzinie anatomii i chirurgii w Sacra Infermeria. Ta formalizacja kształcenia medycznego jest uważana za poprzedniczkę szkoły medycznej University of Malta.
Wydaje się, że w wyniku zarazy z 1676 tradycyjne zwyczaje żałobne Maltańczyków zmieniły się. Przed epidemią okresy żałoby trwały rok lub dwa lata, a przez trzy dni po śmierci nie rozpalano ognia w kuchni domu zmarłego. Kobiety nie wychodziły z domu przez czterdzieści dni, a mężczyźni mogli wyjść nieogoleni po ośmiu dniach.
Po wybuchu epidemii na Malcie wprowadzono kwarantannę i dezynfekcję poczty. Kolejny poważny wybuch dżumy na Wyspach Maltańskich miał miejsce w 1813–14.

### Dzieła medyczne i literackie
W 1677 Laurentius Haseiah (lub Hasciac) opublikował w Palermo „De postrema Melitensi lue praxis historica”. Było to studium dżumy, które odnotowało epidemię 1675–1676; została ona nazwana „najgorszą odnotowaną epidemią”. Było to pierwsze dzieło medyczne opublikowane przez Maltańczyka.
Don Melchiore Giacinto Calarco z Licaty na Sycylii napisał wiersz „Melpomene idillio nella peste di Malta” o epidemii na Malcie w 1676. Jest poświęcony hiszpańskiemu rycerzowi Fra Don Ernaldo Mox i został opublikowany w Katanii w 1677.

## Zobacz także
- epidemie dżumy na Malcie